# Frälsning

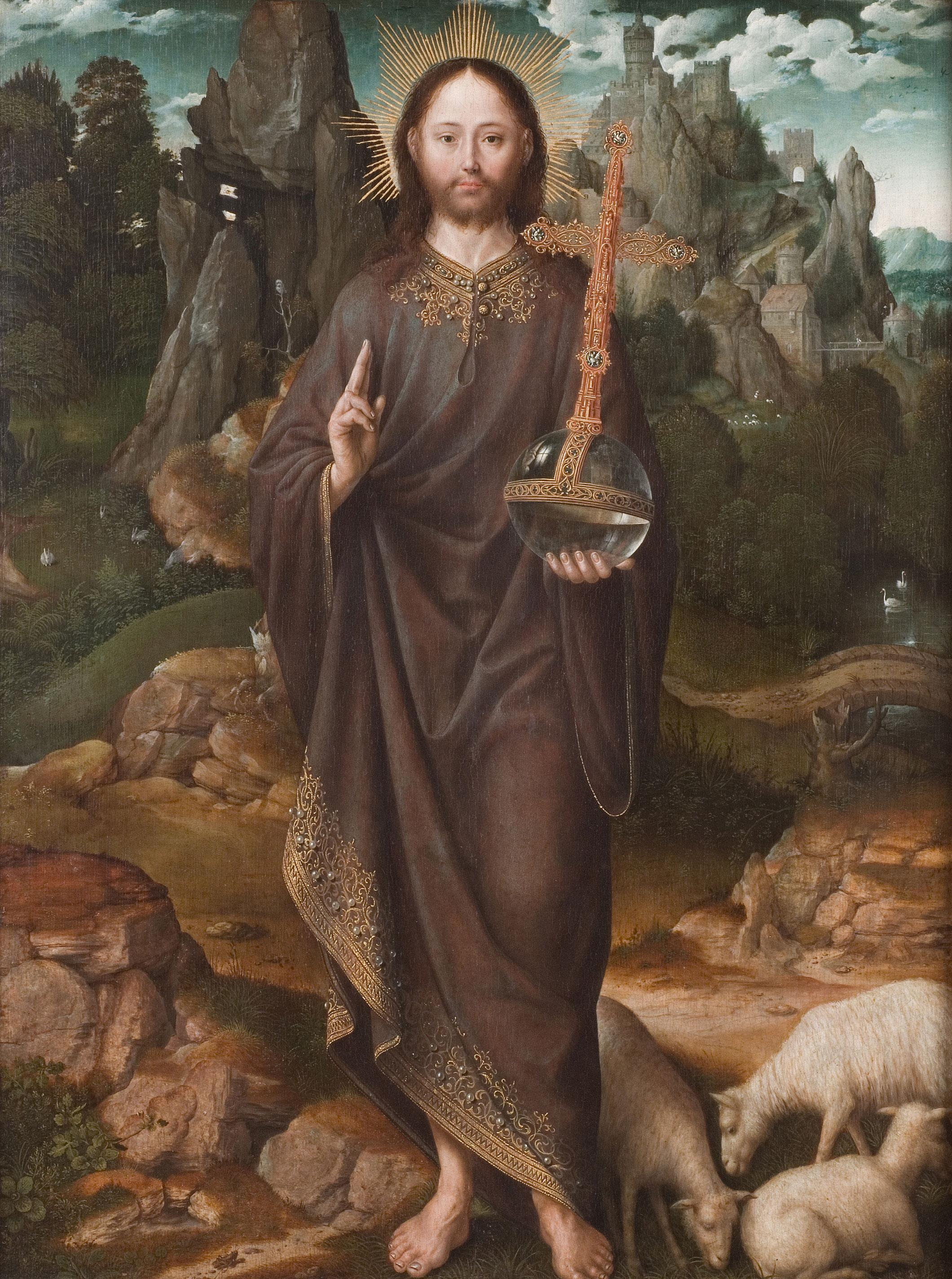
Jesus porträtterad som världens frälsare, salvator mundi, målning i olja och guld från omkring 1510–1530.

Frälsning betyder räddning och befrielse. Ofta har det en religiös innebörd och avser räddning från synd och de lidanden och svårigheter den för med sig. Det kan dock även syfta på räddning i största allmänhet, till exempel med hjälp av en livboj – ibland kallad frälsarkrans.
I överförd bemärkelse kan frälst också betyda entusiastisk och hänförd.

## Etymologi
Läran om frälsningen kallas soteriologi. Etymologin bakom namnet är det grekiska ordet soteria som betyder 'frälsning', 'räddning', 'befrielse'. Soterias rot är det grekiska sos som betyder 'frisk', 'hel', 'oskadd'.
Det svenska ordet frälsning är ett gammalt svenskt ord för "befrielse". Ordet kan härledas från frihalsning, vilket betydde att en träl befriades från sitt halsjärn och förklarades fri. Ordet användes av de första missionärerna i Skandinavien för att beskriva hur Jesus befriar de kristna från slaveri under synd, lidande och död.
Först efter att ordet fått sin religiösa betydelse kom det att också betyda räddning i mer allmän mening. (Jämför ordet "frälsarkrans" = "livboj".)

## Frälsning enligt kristendomen
Frälsning är ett grundbegrepp inom kristendomen. Det beskriver hur människan till kropp, själ och ande räddas från synd, lidande och död till evigt liv i harmoni med Gud. Den kristna kyrkan menar vidare att detta skedde genom att Jesus dog för människornas synder och uppstod igen. Frälsningen ska tas emot av den enskilde genom tro på Jesus. Olika kristna traditioner betonar också sakrament och goda gärningar som medel att ta emot frälsningen. Frälsningen kommer att fullbordas på yttersta dagen.

### Varför frälsning behövs enligt kristendomen
Människan har i alla tider lidit under sjukdomar, naturkatastrofer, sin egen och andras ondska och svagheter – det som kristen tro kallar synd, och ytterst sett döden. Kristendomen har ett hopp om att vi kan befrias från detta.

#### Syndafallet enligt kristen tro
Människans lidande uppstod genom att människan vände sig bort från Gud. Vänder man sig bort från honom, är man död. Guds vilja är god. Vänder man sig bort från hans vilja så gör man det onda. Detta var bland annat vad som skedde i människosläktets urhistoria – en händelse som kallas syndafallet. Syndafallet fick alltså genomgripande och ödesdigra konsekvenser för hela världen alltsedan dess. Det beskrivs i (Första Moseboken 3; Romarbrevet 5:12) – ett kapitel som tolkas olika bokstavligt av olika kristna.
Att människan syndar är alltså grundorsaken till mycket av hennes lidande.

### Hela världens frälsning – objektiv frälsning, enligt kristen lära
Frälsningen kan delas upp i vad Gud gör för alla människor – objektiv eller global frälsning; samt i hur den enskilde individen blir delaktig av denna frälsning – subjektiv eller personlig frälsning.

#### Frälsningens förberedelse, enligt kristendomen
Redan i skapelsens begynnelse lovade Gud att sända en frälsare (Första Mosebok 3:15). Ungefär 2000 år före Kristus utvalde han Abraham till att bli ett stort folk, i vilket Frälsaren skall födas (Första Mosebok 12:3). Gud förberedde sedan sitt folk på många sätt för den kommande Messias. Han lärde dem tro på en enda Gud (Femte Mosebok 6:4). Han lärde dem hur de skulle leva genom att ge dem en lag (Andra Mosebok 20). Lagens uppgift är enligt Paulus tro att hjälpa människorna att förstå att de inte kan bli rättfärdiga själva (Romarbrevet 3:20). Gud instiftade offerväsendet, enligt samme författare, för att visa att det krävs utgjutande av blod, för att försona synd (Tredje Mosebok 4). Djurens blod var dock inte tillräckligt, utan pekade fram mot Jesus (Hebreerbrevet 9:11-14). Gud talade också bokstavligt om en kommande Frälsare (Jesaja 53).

#### Jesus födelse och död enligt kristen lära
Jesus födelse datera till vår tideräknings början. Omkring år 33 blev han torterad och avrättad genom korsfästelse. Enligt flera ögonvittnesskildringar som finns i Bibeln (Matteusevangeliet 28, Markusevangeliet 16, Lukasevangeliet 24, Johannesevangeliet 20-21, Första Korinthierbrevet 15:3-8) uppstod han igen efter tre dagar. Jesu första lärjungar tog detta till intäkt för att Jesus övervunnit döden – dessutom, enligt vissa, på ett sätt som gör att vi alla kan få del av denna seger (Första Korinthierbrevet 15:12-58). Och har han övervunnit döden, måste han också ha övervunnit synden, som vi sett är dödens orsak (Romarbrevet 5:12-21). Bland annat drog de denna slutsats av likheten mellan Jesu död och syndoffren som nämnts ovan (Hebreerbrevet 9:22). Ur detta deras eget tänkande utvecklades alltså läran om att Jesus dog för allas synder, och att förlåtelse kan fås på grund av Jesu död.
Enligt trinitarisk teologi var Jesus både Gud och människa. De tre personerna Fadern, Sonen och den Helige Ande anses tillsammans utgöra en Treenig Gudom. Icke-trinitariska kristna avvisar helt denna lära.

#### Enligt kristen tro skall frälsningen fullbordas
Ännu ser vi inte att frälsningen fullbordats. Vi lider fortfarande på många sätt. Frälsningen är hittills bara latent. På den yttersta dagen skall Jesus dock komma tillbaka, enligt Paulus uppfattning, och för alltid utplåna synd, lidande och död (Första Korinthierbrevet 15:50-58).

### Den enskildes mottagande av frälsningen enligt kristen tro – subjektiv frälsning
Gud har alltså enligt den kristna uppfattningen på ett objektivt sätt förvärvat frälsning åt alla människor. Men för att frälsningen skall komma den enskilde till del, måste den tas emot. Det främsta sättet att göra detta på, och som de allra flesta kristna betonar, är genom antingen tro eller genom tro och gärningar. Vad som läggs in i begreppet tro skiftar mellan olika kristna traditioner.:
Ty så älskade Gud världen att han utgav sin enfödde Son, för att den som tror på honom inte skall gå förlorad utan ha evigt liv. (Johannesevangeliet 3:16. Även kallat Lilla Bibeln.)
En del traditioner betonar även sakramenten – främst dopet och nattvarden – samt goda gärningar som medel att ta emot frälsningen.
Romarbrevet, Paulus, kapitel 9 verkar behandla ämnet om att det är Guds fria vilja och inte människans val att få tillhöra Guds utvalda.

#### Frälsningens mottagande i olika kristna traditioner

##### Katolicism
Inom den katolska kyrkan betonas människans fria vilja och förmåga att samverka med Gud. Tron såsom en rent intellektuell företeelse kan inte frälsa, utan den måste ta sig uttryck i kärlek och goda gärningar. Genom Guds nåd, given genom sakramenten, ges människan kraft att genom ett liv i tro och kärlek samverka med Gud.

##### Lutherdom
Inom den ortodoxa lutherdomen förnekas människans fria vilja och förmåga att samverka med Gud i fråga om frälsningen. Det är istället Gud som upptänder tro genom det predikade ordet och sakramenten. Det är "tron allena" som frälser människan.

##### Reformert kristendom
De tidiga reformerta kyrkorna påminde delvis om lutherdomen i deras skeptiska syn på människans fria vilja och förmåga att samverka med Gud. Däremot så tonade de reformerta ner sakramentens betydelse, och man betonade istället människans omedelbara kontakt med Gud. Inom många sentida väckelserörelser och frikyrkor har man åter betonat människans förmåga att samverka med Gud i frälsningen. Man hävdar här ofta att det är upp till individen att "avgöra sig för Gud".
Många reformerta väckelserörelser betonar också att frälsningen innebär en personlig upplevelse av Guds kärlek och syndernas förlåtelse. Denna betoning har i vissa kretsar varit så stark, att ordet frälsning ibland kommit att få betydelsen "upplevelse av att ha blivit frälst". Det är denna innebörd som också spridit sig till vardagsspråket, när man till exempel talar om att vara "hästfrälst" eller "hockeyfrälst". Man avser då inte att man blivit räddad av en häst eller en hockeyspelare, utan man vill uttrycka att ens intresse, fascination och hängivenhet liknar den väckelsekristnes i intensitet.

#### Liberalteologi
Den liberala teologin har traditionellt inte betonat frälsningsläran. Man har haft svårt för tanken på en Gud som tänks bli försonad av att hans son lider och dör. Istället har man betonat etiken i den kristna tron. Ofta i kombination med en apokatastasislära. Dock tänker man sig ofta att Gud kan frälsa hela mänskligheten utan att Jesus behövde lida. Jesu lidande var inget Gud ville.

#### Apokatastasisläran
Det finns också kristna som menar att alla kommer att bli frälsta (Jämför Romarbrevet 8:20-21). Denna lära kallas apokatastasisläran, efter det grekiska ordet apokatastasis – återställelse. (Egentligen apokatastasis panton – alltings återställelse.) Denna uppfattning har den kristna kyrkan traditionellt tagit avstånd ifrån.

### Bibelord om frälsning
Johannes Evangelium 3:16-18:
Ty så älskade Gud världen att han utgav sin enfödde Son, för att den som tror på honom inte skall gå förlorad utan ha evigt liv. Inte sände Gud sin Son till världen för att döma världen utan för att världen skulle bli frälst genom honom. Den som tror på honom blir inte dömd, men den som inte tror är redan dömd, eftersom han inte tror på Guds enfödde Sons namn. (Folkbibeln)
Så älskade Gud världen att han gav den sin ende son, för att de som tror på honom inte skall gå under utan ha evigt liv. (Bibel 2000)
Romarbrevet 6:3-7
Eller vet ni inte att alla vi som är döpta till Kristus Jesus är döpta till hans död? Vi är begravda med honom genom dopet till döden för att leva det nya livet, liksom Kristus är uppväckt från de döda genom Faderns härlighet. För om vi är förenade med honom i en död som hans, ska vi också vara det i en uppståndelse som hans.  Vi vet att vår gamla människa har blivit korsfäst med Kristus, för att syndens kropp ska berövas sin makt så att vi inte längre är slavar under synden. Den som är död är förklarad fri från synden. 
Romarbrevet 8:30:
Dem han i förväg har utsett har han också kallat, och dem han har kallat har han också gjort rättfärdiga, och dem han har gjort rättfärdiga, dem har han också skänkt sin härlighet. (Bibel 2000)
Romarbrevet 10:9-13:
Ty om du med din mun bekänner att Jesus är herre, och i ditt hjärta tror att Gud har uppväckt honom från de döda, skall du bli räddad. Hjärtats tro leder till rättfärdighet och munnens bekännelse till räddning. Skriften säger ju: Ingen som tror på honom skall stå där med skam. Det är ingen skillnad på jude och grek; alla har samme herre, och han ger av sin rikedom åt alla som åkallar honom. Ty var och en som åkallar Herrens namn skall bli räddad.
Eller i Folkbibelns översättning:
Om du därför med din mun bekänner att Jesus är Herren och i ditt hjärta tror att Gud har uppväckt honom från de döda, skall du bli frälst. Ty med hjärtat tror man och blir rättfärdig, med munnen bekänner man och blir frälst. Skriften säger: Ingen som tror på honom skall stå där med skam. Det är ingen skillnad mellan jude och grek. Alla har en och samme Herre, och han ger sina rikedomar åt alla som åkallar honom. Ty var och en som åkallar Herrens namn skall bli frälst.
Efesierbrevet 2:8:
Ty av nåden är ni frälsta genom tron, inte av er själva, Guds gåva är det, inte på grund av gärningar, för att ingen skall berömma sig. (Folkbibeln)
Efesierbrevet 1:4-6:
Han har förutbestämt oss till att få söners rätt genom Jesus Kristus och förenas med honom – det var hans viljas beslut – till pris och ära för den nåd som han har skänkt oss med sin älskade son. (Bibel 2000)
Johannes Evangelium 6:44:
Ingen kan komma till mig utan att Fadern som har sänt mig drar honom, och jag skall låta honom uppstå på den sista dagen. (Bibel 2000)
1 Petrusbrevet 3:21
Efter denna förebild frälser nu dopet också er. Det innebär inte att kroppen renas från smuts utan är ett rent samvetes bekännelse till Gud genom Jesu Kristi uppståndelse.

## Sekulär betydelse
Eftersom många kristna är entusiastiska över frälsningen, har ordet även kommit att betyda andra saker.